# Arno Verhoeven
A.H.M. (Arno) Verhoeven  (17 juni 1952) is een Nederlands politicus. Hij was burgemeester van Mook en Middelaar, Bergeijk en Leudal.

## Biografie

### Maatschappelijke loopbaan
Verhoeven studeerde personeelswerk en is tot zijn burgemeesterschap  in 1995 bijna tien jaar werkzaam geweest als hoofd personeelszaken in een tbs-kliniek in Nijmegen. Gedurende zijn loopbaan behaalde hij ook nog een Master of Public Management.

### Politieke loopbaan
Verhoeven was van 1982 tot 1994 gemeenteraadslid en van 1986 tot 1994 wethouder en locoburgemeester van Millingen aan de Rijn. In 1995 werd hij burgemeester van de gemeente Mook en Middelaar. In april 2002 werd hij burgemeester van Bergeijk.
Vanaf 1 september 2007 was Verhoeven de burgemeester van de gemeente Leudal. Van 7 mei 2012 tot 15 maart 2013 werd hij waargenomen door Hans Smulders wegens gezondheidsproblemen. Zijn tweede termijn als burgemeester liep tot 1 september 2019. Hij heeft aangegeven geen derde termijn te ambiëren.
In juni 2019 heeft de gemeenteraad van Leudal Désirée Schmalschläger voorgedragen als zijn opvolgster. Deze werd benoemd met ingang van 3 september 2019.

### Persoonlijk
Verhoeven is getrouwd en heeft twee zonen. In 2013 werd hij benoemd tot Ridder in de Orde van Oranje-Nassau. In 2019 ontving hij de erepenning van de gemeente Leudal. Hiermee mag hij zich ereburger noemen van Leudal.